# Parque Coll
El Parque Municipal Gabriel Coll Dalmau es un parque perteneciente a la Municipalidad de La Serena. es ideal para disfrutar en familia, ubicado entre la Colina del Pino y Avenida 18 de Septiembre en La Serena. Actualmente es un lugar de áreas verdes con juegos infantiles, asaderas y senderos para la realización de caminatas recreativas. Contó con una medialuna donde se realizaban Clasificatorias del Campeonato Nacional de Rodeo y rodeos.

## Historia
Corría el año 1950 cuando los Hermanos Alfonso, Fernando, Anita y Gabriel Coll Juliá, con el propósito de honrar el nombre de su padre Gabriel Coll Dalmau, cedían al Fisco de Chile, para Bosque y Parque Público, el actual Parque Coll. En dicho traspaso también formó parte el abogado y político Hugo Zepeda Barrios, yerno de Coll Dalmau.
Como parte de las obras del Plan Serena, el parque fue planificado y forestado por el paisajista Óscar Prager. Entre las especies que se plantaron se incluyen plátanos orientales, aromos, olivos de Bohemia, pinos de Canarias, eucaliptos y algarrobos. El parque incluía derechos de agua propios, con lo que se aseguraba su mantención.
En 2013 el parque recibió una serie de obras y modificaciones que permitieron darle mejor uso de su espacio, además de la habilitación de canchas de fútbol con césped extraído desde el Estadio La Portada, el cual fue demolido y reconstruido para albergar la Copa América 2015.
El 5 y 6 de febrero de 2016 los bosques del parque sufrieron varios incendios forestales que afectaron diversos puntos de este.